# Ahmed Moein
Ahmed Moein Mohammed Doozandeh (arabisch أحمد معين محمد دوزاندة, DMG Aḥmad Muʿīn; * 20. Oktober 1995 in Doha) ist ein katarischer Fußballspieler. Er ist auf dem Spielfeld im Mittelfeld beheimatet und führt diese Rolle zumeist als rechter Verteidiger aus.

## Karriere

### Verein
Er startete seine Karriere bei al-Jaish und wechselte im November 2013 von deren Reserve-Mannschaft erst einmal in die U21 des Kooperationsklub KAS Eupen nach Belgien. Hier verblieb er bis zum Saisonstart 2014/15 wo er nun in der ersten Mannschaft zum Einsatz kam. Sein erstes Spiel für diese in der Challenger Pro League war am 22. November 2014 bei einer 0:2-Niederlage gegen Royal Excelsior Virton. Hier wurde er zur 66. Minute für Anthony Bassey eingewechselt. In der weiteren Saison kamen dann noch einmal sieben weitere Einsätze dazu. In der Folgesaison folgten noch einmal vier Ligaspiele, bevor er im Januar 2016 wieder nach Katar zurückkehrte. So bekam er in der laufenden Saison dann auch noch ein paar Einsätze in der heimischen Qatar Stars League.
Im August 2017 ging es dann für ihn mit Cultural Leonesa zum nächsten Kooperationsklub nach Spanien. Von diesen kehrte er aber bereits zum Jahresstart 2018 wieder zurück, ohne ein einziges Spiel gemacht zu haben. Hier schloss er sich dem mittlerweile aus al-Jaish hervorgegangenen al-Duhail SC an. Hier kommt er aber ebenfalls erst einmal nicht mehr zum Einsatz, sondern wurde schließlich im August 2018 an den Qatar SC verliehen. Für diese kommt er in der Liga nun für relativ viele Partien zum Einsatz. nach zwei Jahren endete diese Leihe dann und er kehrte zu seinem Stammklub zurück. Doch dort verblieb er wieder nicht, sondern wurde im September 2020 an den al-Wakrah SC verliehen. Hier kam er nun wieder zu einer ähnlichen Einsatzzahl wie bei seiner vorherigen Leihstation. Anschließend folgte noch eine dritte Leihe, diesmal wieder zum Qatar SC.
Nun ist er seit Beginn der Spielzeit 2022/23 wieder fest bei al-Duhail und hatte hier nun in der laufenden Spielzeit auch erstmals Einsätze für diesen Klub.

### Nationalmannschaft
Im August 2014 bekam er erstmals, nach vorliegenden Informationen, ein paar Einsätze für die katarische U-20 Nationalmannschaft. Anschließend stand er auch im Kader der Mannschaft bei der Weltmeisterschaft 2015, welcher er als Kapitän anführte und in allen Spielen der Mannschaft zum Einsatz kam, welche jedoch alle mit einer Niederlage endeten.
Für die U23 hatte er sein erstes bekanntes Spiel dann im September 2015. Später stand er auch im Kader der Asienmeisterschaft 2018, wo er in allen Spielen der Mannschaft wieder als Kapitän eingesetzt wurde und über die volle Spielzeit auf dem Platz stand. Am Ende holte er sich mit seinem Team gegen Südkorea den dritten Platz.
Seinen ersten Einsatz im Dress der katarischen A-Nationalmannschaft, hatte er am 14. Dezember 2017 bei einer 1:2-Freundschaftsspielniederlage gegen Liechtenstein. Hier stand er in der Startelf und wurde zur 61. Minute für Ahmed Fathi ausgewechselt. Nach weiteren Freundschaftsspielen im Jahr 2018 und 2019 wurde er dann auch für den Kader der Mannschaft bei der Copa América 2019 nominiert. Hier kam er im Gruppenspiel gegen Kolumbien zu seinem einzigen Einsatz bei diesem Turnier. Danach folgten noch zwei Freundschaftsspiele, von denen das letzte im Oktober 2020 stattfand.

## Erfolge
al-Duhail SC
- Katarischer Meister: 2022/23